# 天嶽院 (台東区)
天嶽院（てんがくいん）は、東京都台東区にある浄土宗の寺院。米沢藩主上杉鷹山の師である儒学者・細井平洲の墓所があることで知られる。

## 歴史
1590年（天正18年）、円蓮社満誉によって開山された。元々は現在の東京医科歯科大学のあたりに位置していたが、後に馬喰町に移転、1657年（明暦3年）の明暦の大火後に現在地に移転した。
かつては、光樹院・貞松院・専修院・松樹院の塔頭が存在していたが、現存していない。

## 文化財
- 細井平洲墓（東京都旧跡 昭和30年3月28日指定）[2]
- 銅造阿弥陀如来坐像（台東区有形文化財 平成5年度登載）[3]

## 交通アクセス
- つくばエクスプレス浅草駅より徒歩3分。